# Estação Mercado (Metrô de Caracas)
A Estação Mercado é uma das estações do Metrô de Caracas, situada no município de Libertador, entre a Estação Coche e a Estação La Rinconada. Administrada pela C. A. Metro de Caracas, faz parte da Linha 3.
Foi inaugurada em 10 de janeiro de 2010. Localiza-se na Avenida Intercomunal del Valle. Atende a paróquia de Coche.